# Leucochlaena fallax
Leucochlaena fallax är en fjärilsart som beskrevs av Otto Staudinger 1870. Leucochlaena fallax ingår i släktet Leucochlaena och familjen nattflyn. Inga underarter finns listade i Catalogue of Life.